# Cytospora mougeotii
Cytospora mougeotii är en svampart som beskrevs av Lév. 1830. Cytospora mougeotii ingår i släktet Cytospora och familjen Valsaceae.   Inga underarter finns listade i Catalogue of Life.